# Теннесси (река)
Теннесси́ (англ. Tennessee) — река на востоке США, левый, самый длинный и многоводный приток реки Огайо (бассейн Миссисипи).

## Этимология
Гидроним на языке индейцев чероки Tenu-assee (современное англ. Tennessee) объясняют как родоплеменное наименование «красивые уши»; по другой версии, название означает просто «река».

## Общие сведения
Образуется слиянием у города Ноксвилл рек Холстон и Френч-Брод-Ривер, стекающих с западных склонов Аппалачей. Длина от слияния составляющих рек — 1050 км, от истока реки Холстон — 1470 км. Площадь бассейна — 104 тыс. км². Половодье в конце зимы и весной, межень летом. Средний расход воды в устье 1800 м³/с.
Сток Теннесси почти полностью зарегулирован системой водохранилищ многоцелевого назначения, 9 из них расположены на самой Теннесси (в том числе самое большое — Кентукки, площадью 1100 км²) и 22 на притоках. Благодаря обводным каналам (в районе порогов у гг. Чаттануга и Флоренс) и шлюзам Теннесси судоходна на всём протяжении от слияния составляющих её рек. Общая мощность ГЭС в бассейне Теннесси — около 4 ГВт. На Теннесси расположены города Ноксвилл, Чаттануга, Флоренс, Декейтер.